# Superposition Benchmark
Superposition Benchmark — приложение-бенчмарк для тестирования производительности, основанное на 3D-движке UNIGINE. Приложение было разработано компанией UNIGINE в 2017 году для измерения производительности и стабильности видеокарт. Пользователи могут выбирать уровень нагрузки — от базовой (Basic) до экстремальной (Extreme HD) — либо настроить параметры вручную. Тестовая 3D-сцена представляет собой кабинет вымышленного гениального ученого из середины XX века. Сцена сильно нагружает видеокарту за счет фирменной технологии динамического освещения SSRTGI (Screen-Space Ray-Traced Global Illumination) от UNIGINE.
Superposition и другие бенчмарки компании UNIGINE часто используются обозревателями компьютерных комплектующих для измерения производительности графики (PCMag, Digital Trends, Lifewire и др.) а также оверклокерами в онлайн- и офлайн-соревнованиях в разгоне видеокарт. После завершения теста Superposition (или другой бенчмарк от компании UNIGINE) показывает результат в баллах: чем выше значение, тем выше производительность. Имеется таблица лидеров для сравнения результатов с другими пользователями бенчмарка.

## Технологические особенности
- Графика на базе UNIGINE 2 Engine
- Поддержка Windows 7 SP1 x64, Windows 8 x64, Windows 10 x64, Linux x64, macOS
- Экстремальное тестирование стабильности комплектующих
- Мониторинг температуры и частоты графического процессора
- Фирменная технология динамического освещения SSRTGI (Screen-Space Ray-Traced Global Illumination)
- Поддержка VR (Oculus Rift и HTC Vive)
- Режим свободного исследования с мини-играми
- Более 900 интерактивных объектов
- Мировая таблица лидеров